# Рогачка гальська
Рогачка гальська, рогачка французька (Erucastrum gallicum) — вид рослин з родини капустяних (Brassicaceae), батьківщиною є Західна й Центральна Європа.

## Опис

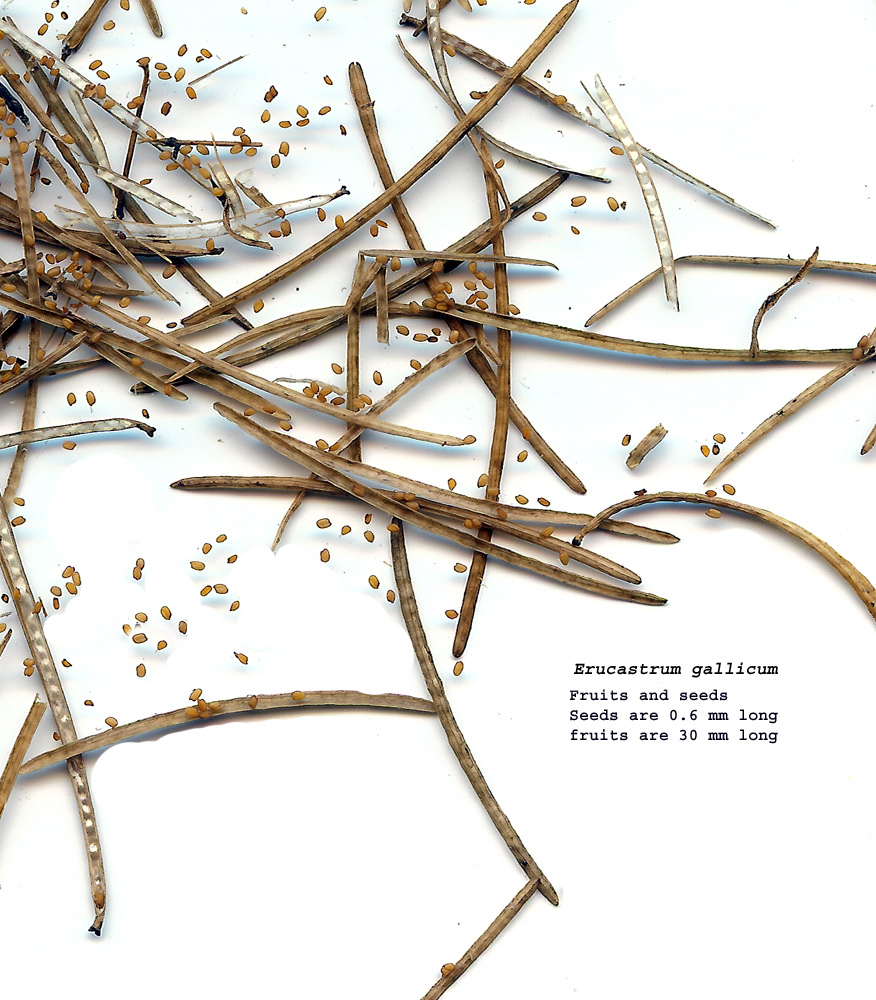
насіння

Дворічна чи однорічна рослина. Стебла (9)30–60(80) см, висхідні, густо вкриті листками. Прикореневі листки більші й на довших ніжках; листові пластини 3–28 × 0,8–11 см, краї від зубчастих до глибоко лопатевих або перистих, частки 3–10 з кожної сторони, менші за кінцеві, поля часток дрібно-зубчасті або зубчасті, поверхні мало-запушені. Суцвіття (китиці) малоквіткові, принаймні найнижчі квітки в пазухах листя. Квітки: чашолистки 3–5 × 1–2 мм; пелюстки від білих до блідо-жовтих, 4–8 × 1,5–3 мм. Стручки 1–4,5 см × 1–2(2,7) мм. Насіння еліптичне чи зворотно-яйцювате, тупо-вершинне, червонувато-коричневе, 1,1–1,5 × 0,7–0,8 мм, поверхня ледве блискуча, сітчаста. 2n = 30.

## Поширення
Батьківщиною є Західна й Центральна Європа (пн.-сх. Іспанія, Нідерланди, Франція, пн.-зх. Італія, Словенія, Австрія, Швейцарія, Німеччина, Угорщина); натуралізований у багатьох країнах решти Європи (у тому числі в Україні), у Північній Америці (Канада, США, Сен-П'єр і Мікелон) і на Багамах.
В Україні вид зростає на крейдяних відкладеннях, біля доріг, по залізницях — у лівобережному Лісостепу (Сумська, Харківська, Луганська й Донецька області) і передгір'ях Криму (околиці Булганака).